# Срби
Срби су јужнословенска етничка група, која претежно живи на Балканском полуострву и у Панонској низији. Срби деле јединствено порекло, културу, историју и језик. Углавном живе у Србији, Републици Српској и Црној Гори, а такође их има и у Хрватској, Словенији, Северној Македонији, Мађарској, Румунији, Немачкој и Аустрији, као и у разним земљама српске дијаспоре.
Срби су већином православне вероисповести и своју веру предоминантно исповедају у оквиру националне осмовековне Српске православне цркве. Говоре српским језиком који припада групи индоевропских словенских језика, конкретно њеној јужнословенској подгрупи.

## Етимологија
Порекло етнонима је нејасно. Најистакнутија теорија сматра да је прасловенског порекла. Хана Поповска Таборска је заступала изворно словенско порекло етнонима, тврдећи да етноним има значење породичног сродства или савеза, што су такође тврдили бројни други научници.
Најранији помен Срба (Серби) налази се код античких писаца међу којима су Тацит 50. године н. е, затим Плиније Старији 77. године н. е. (Naturalis historia) те Клаудије Птоломеј (Geography, 2. век н. е) у конотацији са сарматским племеном Серби са северне стране Кавказа и на доњем току реке Волге. Римски историчар Амијан Маркелин (325—391) у својим делима Карпате назива именом Montes Serrorum (Српске планине) што хрватски писац Анже Жупанич сматра раним поменом Срба (Serri). Вибијус Секвестер (4. век) у својим делима такође помиње Србе под називом Serbs. Прокопије из Цезареје (500—565) је користио назив Sporoi (Sorroi, Sorri) као заједничко име за племена Анти и Склавијани, за шта поједини историчари сматрају да је искривљени облик имена Срба.
У раном средњем веку Срби се помињу у писаним изворима као Σερβοι (Servoi), Sorabos, Surbi, Sorabi. De administrando imperio помиње државу Србију (Serbia) династије Властимировића унутар које, потом, помиње српска племена под називом Срби (Serbs). У средњовековним грчким списима Срби се помиње као Σέρβιοι, Σέρβλοι, а у старим српским списима као srъbinъ, srъblinъ. Очувало се у имену области Zribia (Мајсен) која се помиње код Козме Прашког. Код Константина Порфирогенита име Σέρβιοι се односи на једно јужнословенско племе. Облик *sъrbъ се доводи у везу са рус. пасерб (посинак), укр. присербитися (придружити се, прикључити се), са староиндијским sarbh- „тући, сећи, убити”, лат. sero, „састављати” и грч. ειρω, „низати”.
Дубровачки историчар Марво Орбини (1601) наводи да се у „Историји Саске” зову Сорабима, што је код Лаоника искривљено у Сорабри. Произилази да су исти народ Сораби, онај део између река Сале и Лабе (Лужички Срби) и остали у Горњој Мезији (Срби). А по списима Цариградског сабора, Срби се називају Сирфима, док су ови сами себе називали Сарбљи или Сербљи. Њихове земље се у Илирији простиру од Смедерева, града на Дунаву, све до Ниша, „где почиње Бугарска”. Најпознатија су места у Србији „престоница Стони Београд (Београд), затим Призрен (родни град цара Јустинијана), па неосвојива тврђава Новагора и Црнагора (Ново Брдо), где се налазе (почетком 17. века) пребогати турски рудници злата и сребра”.
Значајно име које су источноримски хроничари користили за Србе је Трибали (Τριβαλλοι). Позивајући се на први помен ових Трибала у 5. веку п. н. е. од стране оца историје Херодота, који у својим Историјама помиње Трибалску равницу (πεδιον το Τριβαλλικον), која се делимично звала Поље Коса (Косово поље је идентификовано као Мораватал), овај назив је био сасвим уобичајен за Србе у Византији све до позног средњег века. Према византијским изворима нпр. Стефан Душан је себе прогласио за цара Римљана и Трибала (βασιλεα εαυτον ανηγορευε ῾Ρωμαιων και Τριζαλ). У 15. веку о овим Трибалима писао је Лаоникос Халкокондил, који је Србе сматрао та најстарије и највеће племе на свету. Такве „суперативне“ изразе о Србима налазе се и код других средњовековних писаца. То показује тежњу ових хроничара да Србе изједначе са Словенима у целини, као словенском изворном племену или кровном термину за све Словене.
Током позног средњовековног и раног нововековног раздобља, у изворима страног, претежно западног порекла се појављују и неки специфични егзоними као називи за Србе. У том смислу, за Србе се често користи назив Рашани (лат. Rasciani), а као колоквијални назив за Србе је веома често употребљаван и назив Власи (лат. Valachi), поготово на просторима Хабзбуршке монархије.
Током 18. века, хабзбуршке државне власти су ради службеног именовања Срба почеле да употребљавају и класични појам Илири (лат. Illyri), што се потом одразило и на именовање одговарајућих државних тела која су била надлежна за решавање српских питања, а која су у називу добила управо илирску одредницу (Илирска дворска депутација). Међутим, ови покушаји вештачког преименовања нису успели да унесу забуну међу Србе, који су остали привржени свом изворном народном имену.
Срби се често међу собом као и од стране суседа називају по областима где су настањени: Црногорци, Босанци, Херцеговци, Далматинци, Бокељи, Личани, Банијци, Крајишници, Славонци, Сремци, Бачвани, Банаћани, Србијанци, Шумадинци, Старосрбијанци, Македонци или Маћедонци.

## Идентитет
Вертикала српске историје почива на неколико обележја, која, узета заједно, чине скуп особитих културних вредности, моралну и духовну лествицу српског народа: оданост православној вери (Српској православној цркви), ослонац на традицију проистеклу из косовског предања, сећање на светородну династију Немањића и празновање крсне славе. Једновремено, та традиција се, у европским размерама, сладно уклапала у збир општих вредности уоквирених хришћанском цивилизацијом. „Срби су народ редак на свету који је имао свест о својој историји а да није имао, ни школа, ни књига да је одатле учи. За њих су све епске народне песме” — закључује Милорад Екмечић.
Раскид са основним обележјима традиције је код, по правилу, имао за последицу, утапање у туђе средине и у друге верске и етничке групе. Изузеци по којима српски идентитет није везан за верску припадност феномени су савременог доба, и ограничени углавном на елиту, која српско порекло ставља испред верских опредељења. Верношћу традицијама средњег века, које су у доба османске владавине биле оснажене косовским предањем — моралним ставом библијског надахнућа о немирењу с ропством — сачувано је, упркос честим сеобама, расељавањима и прогонима, језгро српског народа. На тим темељима, положеним у доба Немањића, а допуњеним у доба туђинске власти, настао је модерни српски идентитет који је, у последња два века, из верског, верско-етничког и протонационалног прерастао у национални идентитет. Стара баштина била је, у том раздобљу, допуњеним вредностима заједничким модерној европској цивилизацији: монархијско уређење, демократске установе, права и слободе човека и грађанина, као и тежња за слободом као обједињујућим националним и политичким идеалом. Резултат тих укрштених стремљења у 19. веку било је стварање две српске државе, једне у Приморју — у Црној Гори, друге у Подунављу — у Србији. Две кнежевине, Црна Гора и Србија независност су стекле на Берлинском конгресу 1878, у доба када је у свету било свега тридесетак независних држава.

## Генетика
На основу генетских истраживања, показало се да код Срба доминирају две хаплогрупе, I2a и R1a које се везују за популације које су учествовале у етногенези Словена, а које су везане са долазак Срба на Балкан. Код Срба је I2a заступљенија од R1a, што је појава и код осталих Јужних Словена изузев Словенаца. Иако је дуже времена била актуелна хипотеза да је популација са гранама I2a хаплогрупе била старобалканског порекла, на основу нових истраживања је установљено да је она дошла са Словенима, односно учествовала у етногенези Словена захваљујући томе што су њене најстарије гране локализоване на Карпатима и у западној Украјини те што су њене гране заступљене код свих словенских народа више него код других.
Према подацима са Српског ДНК пројекта, рачунајући ту и резултате подухвата чији је циљ био генетско тестирање Срба из Источне Херцеговине, на основу тренутног узорка од 2.226 тестираних, утврђено је да хаплогрупи I2a припада 38% Срба, док их 16% припада хаплогрупи R1a. I2a, R1a и N1а су хаплогрупе својствене за словенско генетско наслеђе. Што се тиче хаплогрупа потеклих од предсловенске популације са Балкана, познати као стари Власи, односно Илиро-романи, Трачани и остале популације, су са око 17% код Срба из Србије, Црне Горе и Босне и Херцеговине и Хрватске заступљене гране хаплогрупе E1b, док гране хаплогрупа J2b и R1b појединачно чине испод 10% од укупног удела. Ово иде у прилог историјским подацима који су указали да се предсловенско становништво током средњег века измешало и утопило у новопридошло словенско, прихватило српски идентитет и постало део српског народа. Према генетици, популације са гранама хаплогрупе Е1б уопште нису блиске, односно многима је заједнички предак живео пре више од 4.000 година. Заступљене су код многих балканских народа, укључујући Албанце, Бугаре и Грке. Што се тиче осталих хаплогрупа, оне су слабије заступљене код Срба.
Према неколико студија, људи у Србији су међу највишима на свету, са просечном висином код мушкараца од 182 cm.

## Географија
Традиционални српски етнички простори су данас политички подељени између неколико новоформираних држава, у којима се положај српског народа разликује. Матична држава српског народа је Србија. Поред тога, Срби су признати као један од три конститутивна народа Босне и Херцеговине. У самопроглашеној Републици Косово, коју Србија не признаје и коју сматра делом своје територије, положај Срба је регулисан у смислу да су албански и српски равноправни службени језици ове самопроглашене државе. Црна Гора је дефинисана као грађанска држава. У њој статус Срба није посебно дефинисан, али се Срби у овој држави не сматрају ни националном мањином. У осталим државама које покривају традиционалне српске етничке просторе, Срби имају статус националне мањине.
У самој Србији, Срби чине већину становништва у Војводини (67%), Београду (91%), Шумадији и западној Србији (89%) и Јужној и источној Србији (89%). На Косову и Метохији Срба има 8% и други су народ по бројности, после Албанаца. У току је процес формирања Заједнице српских општина, која би требало да укључи општине на Косову и Метохији са српском већином.
У Републици Српској, једном од два ентитета Босне и Херцеговине, Срби су већински народ (88%), а чине и релативну већину становништва (43%) у Брчко Дистрикту. У другом ентитету БиХ, Федерацији Босне и Херцеговине, Срби чине највећи део становништва у 4 општине Босанске Крајине.
У Црној Гори, Срби чине доминантно становништво у једном броју општина на северу Црне Горе и Боки которској.
Око 180.000 Срба данас живи у Хрватској. Срби у Хрватској су били конститутивни народ до 1991. године, када их је било преко 580.000. Срби су у великом броју (250.000—300.000) протерани из те земље у операцијама Олуја и Бљесак 1995. године. Данас Срби чине већину становништва у једном броју општина Хрватске у северној Далмацији, Лици, Кордуну, Банији, Славонији, западном Срему и Барањи. Део ових општина на истоку Хрватске укључен је у Заједничко веће општина.
У Румунији, Срби чине највећи део становништва у општинама Свињица, Пожежена и Соколовац у Банату.

## Историја
Историја српског народа основни је предмет проучавања српске историографије. Према традиционалној подели историје на велике епохе, историја Срба се дели на средњовековну, нововековну и савремену. Сваки од тих историјских периода се даље дели према посебним временским, просторним и предметним критеријумима.

### Порекло Срба
Према „Спису о народима” који је написао цар Константин VII Порфирогенит (945—959) са кругом учених људи око њега, Срби су се доселили на Балкан за владавине цара Ираклија (610—641), почетком 7. века (после 626. године).
Према поменутом спису, Срби су на Балкан дошли из Бојке (Беле Србије), чија локација није са сигурношћу утврђена. О локацији Беле Србије постоји неколико хипотеза. У сваком случају, српска народна традиција не зна за земљу Бојку.
У Полабљу Србе као засебну заједницу налазимо од 5. века, међу западним Словенима, познате као Дерванова Србија. Лужички Срби и данас живе на делу овог простора који је обухватала Дерванова Србија.
Међутим, немогуће је тачно рећи када су и одакле Срби стигли на подручје Беле Србије, односно да ли су тамо дошли као део Словена или као део неких других несловенских народа (пре свега иранских Сармата односно Алана). И за саме Словене се не може тачно рећи када су и одакле стигли на просторе који се сматрају њиховом прапостојбином, иако их новија археолошка истраживања везују за низ археолошких култура које су се смењивале на подручју средње и источне Европе. Чињеница да порекло Срба није тачно утврђено је отворила простор за појаву различитих теорија о овом питању у домаћој и страној историјској науци и паранауци (Видети: Теорије о пореклу Срба). У делу литературе се најстарије порекло Срба везује за простор античке Сарматије, где антички аутори помињу племе Сербои, што је окосница иранске теорија о пореклу Срба.
Руски археолог-слависта Валентин Васиљевич Седов сматра да археолошка грађа не потврђује мишљење да се Бела Србија налазила на западно-словенским просторима. Према овом аутору, Срби потичу са северног приобаља Црног мора везаних за тамошњу Трипољску културу, а на Балкан су се преселили у масовном миграционом таласу ка средњем Подунављу, у време најезде Авара.

### Средњи век
Раносредњовековна историја Срба је због оскудице писаних извора позната само у основним цртама.
За период од досељавања до формирања феудалних држава главни извор је Константин Порфирогенит. По његовој причи, за време владавине византијског цара Ираклија (610—641) власт над Белим Србима је припала двојици браће, од којих је један из непознатог разлога напустио своју очевину и упутио се у Византију. За собом је, како Порфирогенит каже, повео „половину народа”. Цар Ираклије их је населио у околини Солуна, у крају који ће се од тада по њима звати Србица (данас Сервија, округ Кожани). После неког времена их је обузела носталгија за старим завичајем, па им је цар дао дозволу за повратак. Међутим, тек што су прешли Дунав, предомислили су се и поново затражили земљу за насељавање. Овај пут им је цар доделио области опустошене у најезди Авара, у Порфирогенитово време (средина 10. века) познате као Србија, Паганија, Захумље, Травунија и Конавле.
Срби и остали Јужни Словени су на Балкану затекли романизовано становништво. Оно је у почетку, услед страха, избегавало сусрет са Словенима. Међутим, односи су временом отоплили, па је дошло до трговачке и културне размене, а негде и до мешања и симбиозе. Вероватно као резултат тога у српски језик су доспеле неке речи из вулгарног латинитета као нпр: босиљак (basilicum), броћ (bractea), врт (hortus), врч (urceus), Грк (Graecus) гуња/дуња (cydoneus), јегуља (anguilla), кимак (cimex), кип (cippus), конопац (canapus), копун (cappo, акуз. capponem), креста (crista), купус (composita), ловор (laurus), лоћика (lactuca), мазга (muscus), мрамор (marmor), осел (asellarius), ошљар, папар (piper), паун (pavo, акуз. pavonem), рака (arca), рачун (ratio, акуз. rationem), ротква (radix, акуз. radicem), русаље (rosalia), сапун (sapo, акуз. saponem), сумпор (sulphur), уље (oleum), цер (cerrus) идр. Романизовано становништво се негде стопило са Словенима пре, а негде касније. Најдуже се одржало у приморским крајевима. Успомену на њих чувају топоними: Скадар (Scodra), Леш (Lisus), Улцињ (Ulcinium), Будва (Butua), Рисан (Rhizon), Стон (Stagnum), Медун (Metheon), Свач (Saucium), Сард (Sarda), Дриваст (Drivastum); ороними: Дурмитор (dormire), Виситор (од глагола videre, vidi, visum), Леотар (од leo, лав); хидроними: Неретва (Narenta), Бојана (Barbana), Дрим (Drino, Dirnius), Цетина (Cnetona) итд.
Порфирогенит у свом спису пише да су Срби још за време Ираклија примали хришћанство и то преко свештеника из Рима. То се донекле може и разумети с обзиром да је Византија могла тада деловати на Србе само преко приморских градова на Јадрану у којима је богослужбени језик био латински. Срби су вероватно осетили и утицај Методијеве панонско-сремске архиепископије и Климентове величке епископије који се огледао у ширењу словенске писмености и словенског богослужења. Међутим, поставља се питање у којој је мери хришћанство захватило Србе у 9. веку. Наиме, из каснијих сведочанстава се види да је мисионарски рад редовно био праћен великим тешкоћама. Тек је свети Сава успео да учврсти хришћанство међу Србима и да се избори за самосталну српску цркву.
Осим поменутог „Списа о народима”, Срби се помињу и у Аналима франачког краљевства, латинском спису из 9. века, и то као народ који је обухватао велики део некадашње римске провинције Далмације. Византинци су називали Србе и Трибалима. Почетком 15. века на саборима који су одржани у Костанци, српски цареви се називају и владарима Трибалије.
Срби су на Балкану, током раног средњег века, формирали неколико кнежевина. Поред саме Кнежевине Србије, у јадранском приморју су формиране српске кнежевине Дукља, Травунија, Захумље и Паганија. У 9. веку Србија се на југу, дуж Динарида, граничила с Паганијом (од Цетине до Неретве), Захумљем (од Неретве до Дубровника), Травунијом (од Дубровника до Бока которске) и Дукљом (од Бока которске до Бојане). За становнике Паганије, Захумља и Травуније Порфирогенит изричито каже да су Срби. Мада то не каже и за Дукљане, нема сумње да су и они Срби. Могуће је да су код Срба у употреби била два имена, једно опште — „као ознака потомака првих досељеника на Балкан, представника нове, шире етносоцијалне заједнице” — а друго обласно, али није искључено да је Србима претходио један старији слој Словена, који се на Балкан доселио у време аварско-словенске најезде крајем 6. и почетком 7. века. У сваком случају, у 11. веку обласна имена (као нпр. Дукљанин) све се ређе појављују у писаним изворима (углавном византијским), али се зато за ове просторе све чешће везује етноним „Срби”. Тако се код Кекавмена из 11. века на једном месту кнез Дукље Стефан Војислав (1034—1050) назива „Дукљанин”, а на другом „Травуњанин Србин”. Може бити да „Кекавмен… није сматрао довољним да назове дукљанског и травуњанског владара само по имену његових поседа, него је увидео потребу за објашњењем [његових обласних имена — прим. прев.] уз помоћ општијег и распрострањенијег етнонима (‘Србин’)”. Слично стоје ствари и код Скилице, такође из 11. века, који пише да се против цара побунила „Србија” (тј. Дукља) и да је „архонт Срба”, Стефан Војислав, побегавши из цариградског заточеништва, „заузео земљу Срба”. Идентичне термине Скилица употребљава када говори о Војиславовом претходнику Јовану Владимиру, за кога каже да је владао „Трималијом и оближњим областима Србије”.
У 11. веку, Дукља је постала краљевина, која је објединила све српске земље. Од српске краљевине се одвојила засебна Бановина Босна. Касније је Дукља припојена Рашкој, која 1217. године такође постаје краљевина. Поред назива Рашка, за ову државу се у литератури употребљава и назив Србија. Крајем 13. и почетком 14. века, у Подунављу и Посавини је постојала још једна српска краљевина под влашћу Стефана Драгутина и његовог сина Стефана Владислава II. Ова држава се код архиепископа Данила II (Животи краљева и архиепископа српских) помиње као сремска земља (срѣмьска землѩ), држава сремске земље и сремска држава. Анонимни путописац који је 1308. године путовао кроз српске земље зове је Краљевином Србијом (лат. Regnum Servie). Млађи савременици краља Драгутина и каснији историчари познају је као „Земљу краља Стефана” (итал. terra del Re Stefano). Према Анонимовом Опису источне Европе из 1308. године, Драгутинова област (Servia) обухватала је Босну, Мачву и Марку (вероватно крајеви Кучева и Браничева) а названа је „по приликама у којима се налази народ, јер су скоро сви у ропском положају”.
Године 1345. српска краљевина прераста у Српско царство, које се након 1371. године распада. Још за време постојања Српског царства, на његовом подручју су се искристалисале области под влашћу локалних господара, који ће након распада Српског царства постати самостални. Државе које су настале распадом Српског царства биле су Царство Симеона-Синише, Моравска Србија, Зета, Земља Бранковића, Земља Војиновића, Држава краља Марка и Држава Дејановића. Бановина Босна 1377. године постаје краљевина.
Од краја 14. века, српске земље постепено освајају османски Турци. Моравска Србија почетком 15. века прераста у Српску деспотовину, коју заузимају Турци 1459. године. Слабљењем централне власти у Краљевини Босни, на њеном подручју се у 15. веку формирају војводство Сандаља Хранића, кнежевина Павла Раденовића и Војводство Светог Саве (Херцеговина). До краја 15. века, све ове земље заузели су Турци, закључно са Зетом, која се одржала све до 1496. године.
На простору Балканског полуострва, једино српски народ је пружао дугорочан и упоран отпор Османском царству.

### Нови век
Након освајања српских држава, Турци су се окренули освајању Краљевине Угарске, у коју се део Срба склонио пред турском најездом. У време турско-угарских сукоба у 16. веку, Срби предвођени самозваним царем Јованом Ненадом (1526—1527) и војводом Радославом Челником (1527—1530) су на подручју Панонске низије покушали да обнове српску државу. Ови покушаји били су краткотрајни, а након турског освајања великог дела Угарске, највећи део српског народа нашао се под турском влашћу. Павле Бакић је био је последњи српски деспот и најпознатији представник породице Бакић. Био је господар великих имања око Венчаца у Шумадији званих „Бакићева земља”, као и своје утврђење звано Бакићеви двори. При одбрани Беча (1529) истакао са својом коњицом на страни Фердинанда I. У недостатку сопствених државних установа, Срби су свој идентитет везали за православну цркву, оличену у Пећкој патријаршији. Између 16. и 18. века, у српским земљама је избио низ устанака против турских власти, од којих је најзначајнији био Банатски устанак из 1594. године.
Од краја 17. века, око контроле над српским земљама сукобљавају се Османско царство и Хабзбуршка монархија. Граница између ових држава се до краја 18. века усталила на Дунаву и Сави. Током хабзбуршке власти, формиран је низ хабзбуршких административних области које су настањивали Срби: Војна крајина (постојала до 1882), Краљевина Славонија (1699—1868), Краљевина Србија (1718—1739), Краљевина Босна (1718—1739), Тамишки Банат (1718—1778), Српска Војводина (1848—1849), Војводство Србија и Тамишки Банат (1849—1860) и Босна и Херцеговина (1878—1918). Незадовољан укидањем једног дела Војне крајине, царских привилегија које су уживали и покушајима покатоличавања, део Срба се иселио из Хабзбуршке монархије у Руску империју, где су за њих формиране засебне области: Нова Србија (1752—1764) и Славеносрбија (1753—1764).
Према писању историчара Милоша Ковића, Црква и Крајина биле су „кључне институције српског народа у добу од слома до обнове српских држава”. Пре 19. столећа, када се формира већи део европских нација, Срби су имали прото-национални осећај, који је условило сећање на некадашње српско царство преношено кроз епску поезију и црквене литургије СПЦ.
Након проглашења фермана из 1793. и 1794. Срби су добили широку самоуправу. Од тада сами бирају своје кнежеве и представнике, имају смањен и јасно дефинисан порез а у обавези су да бране Београд од јаничара. Продубљење сукоба Порте и јаничара донеле су додатне повластице Србима. Године 1797. успостављена је српска војска од 15-16 000 људи. Последња деценија 18. столећа донела је низ дипломатских и војних успеха Србима, како у данашњој Србији тако и у Црно Гори. У столећима под страном влашћу па све до Устанка 1804, борац за српске националне интересе и носилац спољне политике била је Српска православна црква на челу са патријархом и митрополитима. Срби су столећима живели у теократским системима и теократија је чинила свакодневно иксуство народа, од обнове Пећке патријаршије 1557. па до смрти владике Петра II Петровића Његоша 1851.
У српским земљама које су остале под турском влашћу наставио се отпор српског народа према таквом државно-политичком стању. Године 1788. јужно од Саве и Дунава формирана је краткотрајна Кочина крајина, да би, потом, избијањем Првог српског устанка 1804. године била формирана Устаничка Србија, а потом, након Другог српског устанка, Кнежевина Србија, која је имала аутономију у оквиру Османског царства. Крајем 17. века, директне османске власти ослободила се и Црна Гора, а и Срби муслимани из Босне су покушали да се ослободе османске власти, формиравши фактички самосталну Босну (1831—1832). У Крагујевцу је1835. године објављен Сретењски устав, најмодернији устав тог доба и први савремени устав у Срба и на Балканском полуострву.
Потпуна независност Србије и Црне Горе призната је 1878. године на Берлинском конгресу. Србија је 1882. године проглашена краљевином, док је проглашење друге српске државе Црне Горе за краљевину уследило 1910. године. Србија и Црна Гора су у Балканским ратовима 1912—1913. године прошириле своју територију, а у овом периоду потпуно престаје османска власт у српским земљама.
Током Првог светског рата, Србију и Црну Гору су окупирале војне снаге Централних сила. Покушај аустроугарских власти да на место својих војноспособних људи у окупационој управи у Србији доведе своје грађане Србе није успео, јер Срби нису пристајали да буду окупатори својим сународницима. Сем што су чиниле злочине над затеченим становништвом у Гувернману „Србија”, аустроугарске окупационе власти су га и интернирале. Срби су интернирани што појединачно, што групно, што масовно, али се у науци обично говори о четири главна таласа:
- Први талас је уследио непосредно по уласку аустроугарске војске у Србију (крајем 1915). Тада је интернирано око 20—25 хиљада људи.
- Други талас је уследио после укључивања Румуније у рат на страни савезника (крај лета и почетак јесени 1916). Тада је била издата наредба да се похватају не само сви војноспособни мушкарци од 17 до 50 година и бивши војници који су избегли заробљеништво и интернацију, него и сви политички сумњиви без обзира на пол, старост и пребивалиште. Процењује се да је до краја септембра било похватано и интернирано у логоре ван Србије око 8.500 људи, а до почетка новембра 16.500 лица.
- Трећи талас је уследио после Топличког устанка (у пролеће 1917). Тада су интерниране све комите које су се предале окупационим властима, као и сви они за које се сумњало да су им помагали.
- Четврти талас је започет пробојем Солунског фронта у јесен 1918. године, али је био најслабији.

### Савремено доба
Поразом Централних сила у рату 1918. године, Србија и Црна Гора су ослобођене окупације. У процесу југословенског уједињења, Србији се присаједињују Црна Гора и Војводина, а потом се тако проширена Србија уједињује са новоформираном Државом Словенаца, Хрвата и Срба у јединствено Краљевство Срба, Хрвата и Словенаца, касније названо Југославијом. Срби су своју државност унели у нову југословенску државу, у чијим границама се нашла огромна већина српског народа.
До окончања Првог светског рата Срби су имали шест посебних црквених организација: Београдску митрополију у Краљевини Србији, са пет епархија, Карловачку митрополију, са седам епархија, Црногорско-приморску митрополију, са три епархије, Српску цркву у Босни и Херцеговини, са четири епархије, Далматинску црквену област, са две епархије, Црквену област у Старој Србији и Македонији, са шест епархија
Будући да су стварањем Краљевине СХС разбијене баријере које су вековима раздвајале српске црквене општине једне од других, на дневни ред се поставило питање васпостављања јединствене СПЦ. Краљевина СХС је, после дугих преговора које је водила са Васељенском патријаршијом, успела да се избори за признање СПЦ, тако да је 12. септембра 1920. године, на Архијерејском сабору одржаном у Саборној цркви у Сремским Карловцима донета одлука о васпостављању Српске патријаршије.
У процесу решавања хрватског питања у Југославији, формирана је 1939. године Бановина Хрватска. У њеном саставу су се, поред срезова са хрватском већином, нашли и неки срезови са српском већином.
Окупацијом и поделом Југославије од стране Сила Осовине 1941. године, Срби су као народ дошли у веома тежак положај. Иако су окупатори формално омогућили постојање неког облика српске државности у виду Недићеве Србије и Црне Горе, ове земље су се фактички нашле под влашћу окупационих режима, који су угњетавали српски народ и над њим чинили геноцид. Велики делови окупиране Југославије ушли су у састав такозване Независне Државе Хрватске (НДХ), којој су, поред већински српских срезова Бановине Хрватске били додати цела Босна и Херцеговина и цео Срем. Срби у НДХ су се нашли изложени прогону, протеривању, насилном покрштавању и геноциду. Геноцид над Србима су такође чинили и мађарски, албански и бугарски окупатори, који су окупирали пограничне делове Југославије.
Током укупног трајања Другог светског рата, Срби су чинили 53% свих партизанских снага и већину у саставу Југословенске војске у Отаџбини.
Након војног пораза Сила Осовине и завршетка окупације, Југославија је обновљена, али као социјалистичка федерација састављена од 6 република. Подручја настањена Србима су административним границама била подељена између 5 од ових 6 република. Поред тога, проглашена су три нова југословенска народа, Црногорце, Муслимане и Македонце, у чији су састав уврштени припадници српског народа. Иако су након Другог светског рата Срби у Босни и Херцеговини били најбројнији народ, од пописа 1971. године су у овој републици најбројнији били Муслимани. У Србији су формиране две аутономне покрајине, Војводина и Косово и Метохија, а овом другом су углавном управљали Албанци. Срби су били признати као конститутивни народ у Хрватској и Босни и Херцеговини, али су се многи припадници српског народа из Хрватске, Босне и Херцеговине и са Косова и Метохије селили у Ужу Србију и Војводину. Ове миграције су имале делом економски, а делом национални карактер.
Када је дошло до распада СФРЈ, само представници Србије и Црне Горе су се договорили да те две републике очувају заједничку државу која је добила име Савезна Република Југославија у априлу 1992. У време тог распада Југославије почетком 1990-их, Срби у Хрватској и Босни и Херцеговини нису пристајали да буду насилно одвојени из заједнице са Србијом и формирали су неколико српских аутономних области. Даљим уједињавањем тих српских области створене су две републике — Република Српска Крајина и Република Српска. Ове српске државе формиране су као одговор на политику издвајања Хрватске и Босне и Херцеговине из Југославије и протеривања Срба из нових држава. На крају рата у Хрватској 1995. године, Република Српска Крајина је војно поражена од стране Хрватске војске, а неколико стотина хиљада Срба са простора РСК и Хрватске је протерано од 1991. до 1995. године. Исте године, Дејтонски споразум је окончао рат у БиХ и признао Републику Српску као један од два ентитета у саставу БиХ.
У СРЈ 1998. на Косову почео је грађански рат који су водили Албанци у такозваној ОВК против власти из Београда. Албанце је подржало НАТО бомбардовањем СРЈ од 24. марта до 10. јуна 1999. године. Према Резолуције 1244 СБ Уједињених нација, која је усвојена 10. јуна 1999. године, СРЈ је пристала да се Војска Југославије и Министарство унутрашњих послова Србије повуку са Косова и Метохије. Косово и Метохију су заузели војници КФОР-а, у чијој основи су биле јединице НАТО-а, али истовремено велики део Срба као и припадника других етничких заједница попут Рома и Горанаца је напустио те просторе.
У периоду деведесетих година ХХ столећа, Срби су на Западу, муслиманским земљама и у региону, систематски и плански у више етапа етикетирани и расистички уоквиривани као извор проблема на Балкану, злочинци, силеџије, варвари, нецивилизован народ и слично, што је допринело делимично негативној репутацији нације у једном делу света.
На референдуму 21. маја 2006. Црна Гора је тесном већином изгласала независност, а 3. јуна исте године Парламент Црне Горе прогласио је независност. Тако је раскинута државна заједница Србије и Црне Горе а оне су постале независне државе. На територији Косова и Метохије 2008. године представници Албанаца прогласили су независност Република Косово, али су представници Србије одбацили то проглашење као и оквирно половина земаља чланица Уједињених нација.

## Култура
Књижевност, иконопис, музика, игра и средњовековна архитектура су уметнички облици по којима је Србија најпознатија. Традиционална српска визуелна уметност (посебно фреске, и донекле иконе), као и црквена архитектура, у великој мери одражавају византијске традиције, са извесним утицајем Медитерана и Запада. Многи српски споменици и уметничка дела заувек су изгубљени услед последица више ратова, крађе и мирнодопских маргинализација.
Традиционалне институције у области културе, просвете и уметности укључују Матицу српску (најстарија матица на свету), Српску књижевну задругу, Удружење књижевника Србије, Коло српских сестара, Привредник.
У периоду непостојања националне државе, Срби су штампали своје књиге и часописе у европским градовима: Дубровнику, Венецији, Бечу, Будиму, Лајпцигу и другде. Први српски буквар штампао је у Венецији јеромонах Високих Дечана Сава 1579. Прве новине на српском језику објављене су у у Бечу 1791. године („Сербскија новини”). У тадашњој престоници Хабзбуршке монархије појавио се и први српски дневник („Новине сербске”, 1813. године) и први српски зборник („Забавник”, 1816. године). Неколико значајних српских листова и часописа објављивано је у првој половини 19. века у Пешти. Први је покренут„ Летопис Матице српске” 1825. године. Летопис излази и данас и најстарији је књижевни часопис у Европи. Лист „Политика” је најдуговечнији лист у Срба, излази од 1904. године и има најдужу непрекинуту традицију на Балкану.
У модерно доба (од 19. века) Срби остварују и значајна филозофска дела. Међу значајним филозофима су: Светозар Марковић, Бранислав Петронијевић, Ксенија Атанасијевић, Радомир Константиновић, Никола Милошевић, Михаило Марковић, Јустин Поповић и Михаило Ђурић.

### Уметност
Током 12. и 13. века настају многе уметнички вредне иконе, фреске и рукописне минијатуре, као што су подигнути многи српски православни манастири и цркве као што су Хиландар, Жича, Студеница, Сопоћани, Милешева, Грачаница и Високи Дечани. Архитектура ових манастира је светски позната. Истакнути архитектонски стилови у средњем веку били су Рашки стил, Моравска архитектонска школа и српско-византијски архитектонски стил . У истом периоду изграђени су монументални средњовековни стећци, који су под заштитом УНЕСКО-а. Независност Србије у 19. веку убрзо је праћена српско-византијским модерним стилом у архитектури.
Уметници периода ренесансе стварали су у Дубровнику и Боки которској. Барокни и рококо трендови у српској уметности јављају се у 18. веку и највише су заступљени у иконопису и портретима. Већина барокних аутора била је са простора Аустријског царства, као што су Никола Нешковић, Теодор Крачун, Теодор Илић Чешљар, Захарије Орфелин и Јаков Орфелин. Српско сликарство показало је утицај бидермајера и неокласицизма у делима Константина Данила и Павела Ђурковића. Многи сликари су следили уметничке токове романтизма 19. века, међу којима су Ђура Јакшић, Стеван Тодоровић, Катарина Ивановић и Новак Радонић. Србија је од средине 1800-их изнедрила низ познатих сликара који представљају опште европске уметничке токове. Један од најистакнутијих међу њима био је Паја Јовановић, који је насликао платна великих димензија на историјске теме попут Сеобе Срба (1896). Сликар Урош Предић био је истакнути сликар, највише познат по Косовки девојци, Срећна браћа и портрети знаменитих људи тог периода. Док су Јовановић и Предић били сликари реализма, уметница Надежда Петровић је била импресиониста и фовиста, а Сава Шумановић врсни кубиста. По делима из периода надреализму су били познати сликари Петар Лубарда, Владимир Величковић и Љубомир Поповић. Марина Абрамовић је светски позната перформанс уметница, списатељица и артхаус редитељка.
Традиционална српска музика обухвата коришћење разних врста гајди, фрула, рогова, труба, лаута, псалтира, бубњева и чинела. Коло је традиционална колективна народна игра, која има бројне варијанте широм региона. Први српски композитори почели су да раде у 14. и 15. веку, попут Кир Стефана Србина. Композитор и музиколог Стеван Стојановић Мокрањац сматра се једним од најзначајнијих зачетника модерне српске музике. Остали запажени класични композитори су Корнелије Станковић, Станислав Бинички, Петар Коњовић, Милоје Милојевић, Стеван Христић, Јосиф Маринковић, Љубица Марић и Василије Мокрањац. Међу познатим музичарима су звезде забавне музике Ђорђе Марјановић и Здравко Чолић, кантаутор Арсен Дедић, извођачи народне музике Предраг Гојковић Цуне, Тома Здравковић, Мирослав Илић, рокери Милан Младеновић, Радомир Михаиловић Точак, Бора Ђорђевић, Момчило Бајагић Бајага, кантаутор Ђорђе Балашевић, фолк дива Цеца, поп певач и композитор Жељко Јоксимовић и други.
Србија је дала многе талентоване филмске ствараоце, од којих су најпознатији Славко Воркапић, Душан Макавејев, Живојин Павловић, Слободан Шијан, Горан Марковић, Горан Паскаљевић, Емир Кустурица, Желимир Жилник, Срђан Драгојевић, Срдан Голубовић и Мила Турајлић. Жилник и Стефан Арсенијевић освојили су Златног медведа на Берлиналу, док је Мила Турајлић освојила престижну главну награду за документарни филм на ИДФА. Кустурица је постао светски познат након што је два пута освојио Златну палму на Канском фестивалу као и бројне друге награде. Неколико Американаца српског порекла је истакнуто у Холивуду. Најпознатији од њих су добитници Оскара Карл Малден, петоро Срба који су добили Оскара за техничка достигнућа, Оскаром награђени сценариста Стив Тешич, редитељ Питер Богданович, добитник Тонија позоришни редитељ Дарко Трешњак, редитељка награђена Емијем Марина Зенович као и глумци Иван Петровић, Бред Декстер, Лолита Давидович, Мила Јововић и Стана Катић.
| Орфелин (1726—1785) | Мокрањац (1856—1914) | Јовановић (1859—1957) | Петровић (1873—1915) | Малден (1912—2009) | Бакић (1915—1992) | Кустурица (1954) |
| ------------------- | -------------------- | --------------------- | -------------------- | ------------------ | ----------------- | ---------------- |
|                     |                      |                       |                      |                    |                   |                  |

### Књижевност
Већина књижевности коју су писали рани Срби односила се на верске теме. Оснивачи Српске православне цркве писали су разна јеванђеља, псалтире, менологије, агиографије, уз есеје и беседе. Крајем 12. века настала су два најзначајнија дела српске средњовековне књижевности — Мирослављево јеванђеље и Вуканово јеванђеље. Штампарија Црнојевића је била прва штампарија у Југоисточној Европи и сматра се важним делом српске културне историје. Током периода османске окупације већине територија насељених етничким Србима, књижевност ренесансе на српском језику се развијала у Боки которској и Дубровнику.
У периоду српског просветитељства, рачунајући и барок као стилску формацију епохе просветитељства, било је активно више од 120 писаца. Значајни барокни аутори били су Андрија Змајевић, Гаврил Стефановић Венцловић, Јован Рајић, Захарије Орфелин и други. Доситеј Обрадовић је био најистакнутија личност доба просветитељства, док је најистакнутији класицистички писац Јован Стерија Поповић, иако су његова дела садржала и елементе романтизма. Модерна српска књижевност почиње збиркама народних песама Вука Караџића у 19. веку и списима Његоша и Бранка Радичевића. Први истакнути представник српске књижевности 20. века био је Јован Скерлић, који је писао у Београду пре Првог светског рата и помогао српским писцима да упознају књижевност модерне. Најзначајнији српски писац у међуратном периоду био је Милош Црњански.
Први значајни српски писци који су се појавили после Другог светског рата били су Михаило Лалић и Добрица Ћосић. Други значајни послератни југословенски аутори, попут Иве Андрића и Меше Селимовића, иако рођени у БиХ, својим избором су постали део српске културе и обојица су се идентификовали као Срби. Андрић је добио Нобелову награду за књижевност 1961. Данило Киш, још један популарни српски писац, био је познат по томе што је написао Гробницу за Бориса Давидовича, као и неколико цењених романа. Међу савременим српским писцима, Милорад Павић се истиче као најхваљенији, са романима Хазарски речник, Пејзаж сликан чајем и Унутрашња страна ветра који су му донели међународно признање. Као веома цењен у Европи и Јужној Америци, Павић се сматра једним од најинтригантнијих писаца с почетка 21. века. Чарлс Симић је био истакнути савремени српско-амерички песник, бивши песник лауреат Сједињених Америчких Држава и добитник Пулицерове награде. Савремени писац Зоран Живковић је аутор више од 20 прозних књига, а најпознатији је по својим СФ делима која су објављивана у 23 земље.
| Обрадовић (1739—1811) | Поповић (1806—1856) | Петровић Његош (1813—1851) | Андрић (1892—1975) | Црњански (1893—1977) | Максимовић (1898—1993) | Пекић (1930—1992) |
| --------------------- | ------------------- | -------------------------- | ------------------ | -------------------- | ---------------------- | ----------------- |
|                       |                     |                            |                    |                      |                        |                   |

### Образовање и наука
Многи Срби су дали доприносе на пољу науке и технике. Више је српских научника и научника који раде у иностранству него на Балкану. Најмање 7000 Срба са докторатом ради у иностранству.
Пре 19. столећа и масовног описмењавања народа, образовне елите у Срба су у многоме чинила свештена лица, као што су на пример Лазар Хиландарац и митрополит карловачки Стефан (Стратимировић). Претходно стицању аутономије и независности матичне државе, одређен број научника српског порекла је реализовао своје каријере у Аустрији, Мађарској и Русији, посебно Игњат Мартиновић, Аврам Мразовић, Атанасије Стојковић, Теодор Јанковић Миријевски, Огњеслав Костовић Степановић.
Српско-амерички научник, проналазач, физичар, машински инжењер и инжењер електротехнике Никола Тесла важи за једног од најзначајнијих проналазача у историји. Познат је по својим доприносима области електрицитета и магнетизма крајем 19. и почетком 20. века. У изградњи свемирског брода Аполо учествовало је седам српско-америчких инжењера и научника познатих као Сербо 7. Физичар и физикохемичар Михајло Пупин најпознатији је по својој знаменитој теорији савремених електричних филтера, као и по бројним патентима, док је Милутин Миланковић најпознатији по теорији дуготрајних климатских промена изазваних променама положаја Земље у поређење са Сунцем, сада познатим као Миланковићеви циклуси. Гордана Вуњак Новаковић је српско-амерички биомедицински инжењер који се бави  регенеративном медицином односно инжењерингом људских ткива, истраживањем матичних ћелија и моделирањем болести. Она је један од најцитиранијих научника свих времена.
Међу значајним српским математичарима су Михаило Петровић, Јован Карамата и Ђуро Курепа. Михаило Петровић је познат по томе што је значајно допринео диференцијалним једначинама и феноменологији, као и проналаску једног од првих прототипова аналогног рачунара. Руђер Бошковић је био дубровачки физичар, астроном, математичар и полихистор српског порекла (иако постоје поједине супротстављене тврдње о Бошковићевој националности) који је произвео претечу атомске теорије и дао много доприноса астрономији и такође открио одсуство атмосфере на Месецу. Јован Цвијић је утемељио модерну географију у Србији и направио пионирска истраживања географије Балканског полуострва, динарске расе и краса. Јосиф Панчић је дао допринос ботаници и открио низ нових биљних врста укључујући и српску оморику. Биолог и физиолог Иван Ђаја вршио је истраживања о улози надбубрежних жлезда у терморегулацији, као и пионирски рад у хипотермији. Валтазар Богишић се сматра пиониром социологије права.
| Новаковић (1842—1915) | Тесла (1856—1943) | Пупин (1858—1935) | Цвијић (1865—1927) | Петровић (1868—1943) | Миланковић (1879—1958) | Курепа (1907—1993) |
| --------------------- | ----------------- | ----------------- | ------------------ | -------------------- | ---------------------- | ------------------ |
|                       |                   |                   |                    |                      |                        |                    |

### Спорт
Срби су познати по бројним спортским достигнућима и великом броју талентованих спортиста.
Мађарски држављанин Момчило Тапавица био је први Словен, Србин и мађарски грађанин у историји који је освојио олимпијску медаљу. Освојио је бронзану медаљу у тенису на Летњим олимпијским играма 1896. године.
Кроз историју, Србија је била земља спортских почетака бројних међународно успешних фудбалера као што су: Драган Џајић (званично проглашен за „најбољег српског фудбалера свих времена” од стране Фудбалског савеза Србије; Златна лопта 1968. треће место), Рајко Митић, Драгослав Шекуларац, Драган Стојковић, Дејан Станковић, Немања Видић (двоструки најбољи играч у Премијер лиги и члан FIFPro World XI), Бранислав Ивановић (најбољи играч Србије), Немања Матић и Александар Митровић. Радомир Антић је био истакнути фудбалски тренер, најпознатији по раду са репрезентацијом Србије, Реал Мадридом и Барселоном. Србија је стекла репутацију једног од највећих светских извозника фудбалера из иностранства.
Укупно 22 српска играча су играла у НБА током последње две деценије, укључујући троструког НБА ол-стара Предрага „Пеју” Стојаковића, НБА ол-стар и члана ФИБА и кошаркашке Куће славних Владе Дивца, као и добитника НБА награде за најкориснијег играча НБА 2020—21—2022 Николу Јокића. Међу српским играчима који су направили велики утицај у Европи су четири члана ФИБА Куће славних из 1960-их и 1970-их — Драган Кићановић, Дражен Далипагић, Радивој Кораћ и Зоран Славнић — као и новије звезде попут Дејана Бодирога (2002. Играч године Европе), Александар Ђорђевић (1994. и 1995. мистер Еуропа), Милош Теодосић (МВП Евролиге 2009—10), Немања Бјелица (МВП Евролиге 2014—15), и Василије Мицић (МВП Евролиге 2020—21). „Српска тренерска школа” изнедрила је многе од најуспешнијих европских тренера свих времена, као што су Жељко Обрадовић (рекордних девет евролигашких титула), Божидар Маљковић (четири евролигашке титуле), Александар Николић (три евролигашке титуле), Душан Ивковић (две евролигашке титуле), и Светислав Пешић (једна евролигашка титула).
Најуспешнији српски тенисер је Новак Ђоковић. Он је двадесетједноструки освајач гренд слема у четвороструки Лауреус спортиста године и светски број 1 на крају године у рекордних седам наврата. Ана Ивановић (шампионка Отвореног првенства Француске 2008.) и Јелена Јанковић биле су прве рангиране на ВТА ранг-листи, док су Ненад Зимоњић и Слободан Живојиновић били шампиони у дублу.
Истакнути ватерполисти су Владимир Вујасиновић, Александар Шапић, Вања Удовичић, Андрија Прлаиновић и Филип Филиповић.
Остали запажени српски спортисти, међу којима су олимпијски и светски шампиони и освајачи медаља су: пливач Милорад Чавић, одбојкаш Никола Грбић, рукометашица Светлана Китић, скакачица у даљ Ивана Шпановић, стрелац Јасна Шекарић, кајакаш Марко Томићевић, џудиста Немања Мајдов и теквондоисткиња Милица Мандић.
Низ спортиста српског порекла представљао је друге државе, попут тенисера Данијела Нестора, Јелене Докић, Милоша Раонића и Кристине Младеновић, НХЛ играча Милана Лучића, кошаркаша НБА Ол-стара Пита Маравича, Горана Драгића, Николе Вучевића, Луке Дончића, рвача Џејмса Трифунова, кајакашице Наташе Душев Јанић, фудбалера Миодрага Белодедића, уметничке гимнастичарке Лавиније Милошовићи, рекеташице Ронда Рајсич и тркача Била Вуковића. У МЛБ-ју је Кристијан Јелич остварио веома добар учинак, а 2018. је освојио звање MVP-ја за Националну лигу. Пит Вукович је 1982. освојио награду Саја Јанга за најбољег бацача Америчке лиге. Обојица су ова звања освојили играјући за Милвоки бруерсе.
| Џајић (1946) | Шекарић (1965) | Грбић (1973) | Филиповић (1987) | Ђоковић (1987) | Шпановић (1990) | Јокић (1995) |
| ------------ | -------------- | ------------ | ---------------- | -------------- | --------------- | ------------ |
|              |                |              |                  |                |                 |              |

## Језик
Срби говоре српским језиком, који припада словенској групи индоевропске породице језика. Он има доминантно место у окружењу, како Јохан Аделунг (1806) примећује: сви језици на југу Европе су „под српском капом” (српским језиком) — деривати су заједничког језика и од њега су постали.
Српски језик јесте службени језик Србије и један од три службена језика Босне и Херцеговине (уз бошњачки и хрватски; сва три језика су готово истоветна). Такође је, уз албански, један од два службена језика самопроглашеног Косова*, које Србија не признаје. У Црној Гори се српски језиком одувек говорило кроз историју а данас је главни говорни језик, иако нема службени статус на нивоу државе (службени је црногорски, који је језички конструкт из новијег времена).
Стандардни српски језик базиран је на штокавским јужнословенским говорима, а подељен је на два главна наречја — екавско и ијекавско. Екавско говорно подручје је даље подељено на неколико дијалеката: шумадијско-војвођански, смедеревско-вршачки, косовско-ресавски, призренско-јужноморавски, сврљишко-заплањски и тимочко-лужнички. Ијекавско говорно подручје је подељено на источнохерцеговачки, источнобосански и зетско-јужносанџачки дијалекат. Поред тога, постоје и икавски и славонски говори, који су заступљени код популација које су у прошлости у делу литературе означаване као Срби католици. У контакту са ромским језиком, на бази српског је настао ромско-српски језик, којим говори део ромске популације у Србији.
Српски има активну диграфију, користи и ћирилично и латинично писмо. Српску ћирилицу је 1814. године осмислио српски лингвиста Вук Караџић, који је створио писмо на фонемским принципима. Српску латиницу створио је Људевит Гај и објавио 1830. године. Његово писмо је у потпуности пресликано на српску ћирилицу коју је пре неколико година стандардизовао Вук Караџић.
Позајмљенице у српском језику поред уобичајених интернационализама су углавном из грчког, немачког и италијанског, док су речи мађарског порекла присутне углавном на северу. Постоје неке турске позајмљенице које се користе (али углавном у руралним подручјима) и углавном се односе на храну. Значајан број тих речи је заправо персијског порекла, али су у српски ушли преко Османлија и стога се сматрају турцизмима. Такође се у великој мери користе и француске речи, посебно у војној терминологији. Једна српска реч која се користи у многим светским језицима је „вампир” (vampire).

## Религија
До власти великог жупана Стефана Немање и његовог сина краља Стефана Провенчаног, Срби су били подељени између католичанства и православља. Тада је католичанство било традиционално доминантно у српским приморским крајевима. Након освајања Османског царства, део српског народа и већи део властеле је прешао на ислам. Ово је посебно, али не у потпуности, био случај у Босни. Од друге половине 19. века мали број Срба је прешао у протестантизам, док су кроз историју делови Срба били континурано католици, нарочито у Боки которској, Далмацији и Дубровнику. На пример, у личној преписци са аутором и критичарем др Миланом Шевићем 1932, Марко Мурат се жалио да православни Срби не признају католичку српску заједницу због њихове другачије вере. Преостали Срби остају претежно српски православни хришћани.
Већина Срба су верници Српске православне цркве, а крсна слава, односно дан када се обележава светац заштитник породице je једно од најважнијих националних обележја. Додатно, међу Србима има и протестаната, атеиста и агностика, а у мањој мери и муслимана и католика. Број Срба муслимана и Срба католика је у прошлости био већи, али се припадници ових вероисповести српског порекла данас по националности углавном изјашњавају као Бошњаци и Хрвати. Међу православним Србима има како истинских верника, тако и оних који на религију више гледају као на део своје породичне традиције, него као на систем вредности по којем живе.
Српска православна црква је присутна како на традиционалним српским етничким просторима, тако и у српској дијаспори. Поред Срба, део верника Српске православне цркве чине и припадници других етничких група — Црногорци, Роми, Власи, Македонци и други.

## Симболи
Најзначајнији национални и етнички симболима су застава Србије и грб Србије.
Застава се састоји од црвено-плаво-беле тробојнице, укорењене у панславизму, а користи се од 19. века. Осим што је национална застава, званично се користи и у Републици Српској (од стране Срба у БиХ) и као званична етничка застава Срба у Хрватској.
Грб, који укључује и српског орла и српски крст, такође се званично користи од 19. века, његови елементи датирају из средњег века, показујући византијско и хришћанско наслеђе. Ове симболе користе разне српске организације, политичке странке и институције.
Поздрав са три прста, који се назива и „српски поздрав”, популаран је израз и симбол за етничке Србе и Србију. Првобитно је изражавао српско православље са три спојена подигнута прста, а данас је једноставно симбол за етничке Србе и српски народ, настао испруженим палцем, индексом, и средњи прсти једне или обе руке.

## Обичаји
Традиција је важан етнички маркер српског идентитета. Многе српске традиције и обичаји повезани су са православним хришћанством, док поједини имају и дубље предхришћанско порекло. Слава је породична годишња свечаност којом се изражава поштовање свеца заштитника породице. Срби обично славу сматрају својим најзначајнијим и најсвечанијим даном. Срби имају своје обичаје поводом Божића, који укључују сакрално дрво, бадњак, млади храст. На православни Ускрс Срби имају традицију фарбања и украшавања јаја. На Богојављање се традиционални плива за часни крст. Чувари Христовог гроба је верско-културна пракса чувања представе Христовог гроба на Велики петак у цркви Светог Николе од стране српских православних становника града Врлике.
Већина самртних обичаја и ритуала Срба има своје древне паганске корене. Већина обичаја овог типа је у суштини остала паганска, иако су Срби хришћани преко хиљаду година, са незнатним изменама, променама и губљењем делова обичаја или ритуала током векова. У српској традицији душа нема дефинитиван изглед. Постоји више варијанти изгледа душе у српској традицији, више њих наводи да душа има људски облик и да га може мењати. Веровање је да душа после четрдесет дана креће ка другом свету, када је потребно опростити се са покојником и опремити га за далек пут.
Различитим врстама дрвећа су традиционално приписивана афирмативна, лековита, света или друга позитивна својства. То су леска, врба, дрен и храст (запис). Са друге стране у народној традицији се дрвету ораха приписују негативне особине и у народној традицији сматра се местом окупљања злих сила, што је такође присутно веровање у широј индоевропској традицији. Са друге стране, орахови плодови се сматрају биљном врстом која доноси срећу и младенци се традиционално обасипају орасима, који су симбол обиља и плодности. Поред ораха, у српској традицији зова се везује за негативне хтонске особине.
Традиционална одећа варира због разноврсности географије терена и климе територије коју насељавају Срби. Традиционална обућа, опанци, носе се широм Балкана. Најчешћа народна ношња Србије је шумадијска, и садржи народна капу шајкачу. Старији грађани у руралним пределима и даље носе своје народне ношње. Традиционални плес је коло. Змијањски вез је специфична техника веза којом се баве жене села на подручју Змијања на планини Мањачи и као таква је део УНЕСКО-ове Репрезентативне листе нематеријалног културног наслеђа човечанства. Пиротски ћилим је врста тканог ћилима који се традиционално производи у Пироту, граду на југоистоку Србије. Традиција производње ћилима и сродних ручних радова постоји и у другим крајевима гдје Срби живе: Шумадији, Сомбору, Пријепољу и другде.

## Кухиња
Српска кухиња је у великој мери хетерогена, са јаким оријенталним, средњоевропским и медитеранским утицајима. Упркос томе, еволуирала је и постигала сопствени кулинарски идентитет. Храна је веома важна у друштвеном животу, посебно у време верских празника као што су Божић, Васкрс и славе. Основе српске исхране су хлеб, месо, воће, поврће и млечни производи. Традиционално се конзумирају три оброка дневно. Доручак се углавном састоји од меса и хлеба и јаја. Ручак се сматра главним оброком и обично се једе поподне. Традиционално, домаћа или турска кафа се спрема после јела и служи се у малим шољицама. Хлеб је основа свих српских јела, а игра важну улогу у српској кухињи и може се наћи у верским обредима. Традиционални српски дочек је да се гостима понуди хлеб и со, и слатко. Месо се широко конзумира, као и риба. Међу српским специјалитетима су кајмак, проја, качамак и гибаница. Ћевапчићи су национално јело Србије.
Традиција винарства у данашњој Србији датира још од римског доба у 3. веку, док се Срби баве винарством од 8. века. Шљивовица је вековима национално пиће Србије које се углавном припрема у домаћој производњи, а шљива национално воће. Интернационални назив Slivovitz је изведен из српског. Шљива и њени производи су од великог значаја за Србе и део бројних обичаја. Српски оброк обично почиње или се завршава производима од шљиве, а шљивовица се служи као аперитив. Изрека каже да је најбоље место за изградњу куће тамо где шљива најбоље расте. Традиционално, шљивовица (обично позната као „ракија”) се везује за српску културу као пиће које се користи при свим важнијим обредима (рођење, крштење, служење војног рока, венчање, смрт, итд.), као и приликом прославе породичне славе. Користи се у бројним народним лековима, због чега има одређени степен поштовања више од свих других алкохолних пића. Плодни крај Шумадије у централној Србији посебно је познат по шљивама и шљивовици. Србија је била прва а сада је у светском врху по извозу и производњи шљива на свету.

## Популација
Савремени демографски распоред Срба по матичним крајевима, као и у српској дијаспори, резултат је неколико историјских и демографских процеса, обликованих како економским миграцијама тако и присилним расељавање током недавних југословенских ратова (1991—1999). Делови српске заједнице су асимиловани у друге народе током векова, посебно након промене вере или напуштањем матичног језика, најчешће у периодима под влашћу туђих држава.
Срби чине око две трећине популације Србије, односно око 6,3 милиона становника. Још 2,2 милиона Срба живи у околним државама Балкана. Број Срба у туђини (дијаспори) је непознат, али се претпоставља да их има негде између 4 и 5 милиона, укључујући и људе српског порекла. Укупан број Срба се креће од 12 до 14 милиона, што зависи и од броја људи у дијаспори.
Највећи број Срба живи у Србији (5.900.000). Други већи део Срба живи у Босни и Херцеговини (1.300.000), где представљају конститутивни народ (Срби су највише сконцентрисани у Републици Српској, једном од два ентитета БиХ). Значајан број Срба живи и у Црној Гори (178.000) и Хрватској (186.000). Мањи број Срба такође живи у Северној Македонији, Словенији, Румунији, Албанији, Мађарској и Бугарској.
Према Републичком заводу за статистику и попису који је урадила та институција 2011. године, највеће урбане популације Срба у Србији налазе се у Београду (1.417.187), Новом Саду (269.117), Нишу (243.381) и Крагујевцу (172.052).
Велики број Срба живи у дијаспори (туђини), првенствено у Немачкој, Аустрији, Швајцарској, САД, Француској, Шведској, Норвешкој, Турској, Аргентини, Канади и Аустралији.
Било је неколико таласа српске емиграције:
- Први талас догодио се од краја 19. века и трајао је до Другог светског рата. Био је изазван економским разлозима; посебно велики број Срба (углавном из граничних етничких подручја српског народа као што су Херцеговина, Црна Гора, Далмација и Лика) емигрирао је у Сједињене Државе.
- Други талас догодио се након завршетка Другог светског рата . У то време, припадници ројалистичких четника и других политичких противника комунистичког режима побегли су из земље углавном у иностранство (Сједињене Државе и Аустралија) и, у мањој мери, у Уједињено Краљевство.
- Трећи талас, далеко највећи, састојао се од економске емиграције почевши од 1960-их када је неколико западноевропских земаља потписало билатералне споразуме са Југославијом, дозвољавајући регрутовање индустријских радника у те земље; ово је трајало до краја 1980-их. Главне дестинације за мигранте биле су Западна Немачка, Аустрија и Швајцарска, ау мањој мери Француска и Шведска. Та генерација дијаспоре је колективно позната као гастарбајтери, по немачком гастарбајтеру („гастарбајтеру”), пошто је већина емиграната кренула у земље немачког говорног подручја. Ове миграције су неке делове Србије оставиле ретко насељеним.[237]
- До касније емиграције дошло је током 1990-их, а било је узроковано и политичким и економским разлозима. Југословенски ратови довели су до тога да многи Срби из Хрватске и Босне и Херцеговине напусте своје земље у првој половини 1990-их. Економске санкције које су уведене Србији изазвале су економски колапс и процењено је да је Србију у том периоду напустило око 300.000 људи, од којих је 20% имало високо образовање.[238][239]

У иностранству се највећа српска популација може наћи у северној Америци (Чикаго и делови Илиноиса, заједно са Торонтом и јужним Онтариом).

## Имена
Постоји више различитих слојева српских имена. Српска имена у великој мери потичу од словенских корена: на пример Вук, Бојан, Горан, Зоран, Драган, Милан, Милош, Мирослав, Владимир, Слободан, Душан, Милица, Невена, Весна, Радмила. Остала имена су хришћанског порекла, пореклом из Библије (хебрејски, преко грчког), као што су Лазар, Михаило, Иван, Јован, Илија, Марија, Ана, Ивана. У сличној линији несловенских хришћанских имена су грчка као што су: Стефан, Никола, Александар, Филип, Ђорђе, Андреј, Јелена, Катарина, Василије, Тодор, док су латинског порекла: Марко, Антоније, Срђан, Марина, Петар, Павле, Наталија, Игор (преко руског).
Већина српских презимена су настала по имену оца, мајке, занимању или су настала по личним особинама. Процењује се да преко две трећине свих српских презимена садржи суфикс -ић (-ић) ([итɕ]), словенски деминутив, који је првобитно функционисао за стварање патронима. Тако презиме Петровић значи „Петров син” (од мушког родоначелника корен је продужен са присвојним -ов или -ев). Због ограничене употребе међународних писаћих машина и уникод компјутерског кодирања, суфикс на страним језицима може бити поједностављен у -иц, историјски транскрибован са фонетским завршетком, -ицх или -итцх на страним језицима. Други уобичајени суфикси презимена који се налазе међу српским презименима су - ов, - ев, - ин и - ски (без ић) који је словенски присвојни падежни наставак, тако да Николин син постаје Николин, Петров син Петров, а Јованов син Јованов. Остале, мање уобичајене суфицитете су -аљ/ољ/ељ, -ија, -ица, -ар/ац/ан . Десет најчешћих презимена у Србији, по реду, су Јовановић, Петровић, Николић, Марковић, Ђорђевић, Стојановић, Илић, Станковић, Павловић и Милошевић.

## У популарној култури
Фреска Бели Анђео била је део првог јавног емитованог преноса преко Телстар сателита, 23. јула 1962. године.
Неколико светски значајних композитора користило је мотиве српске народне музике и компоновало дела инспирисано српском историјом или културом: Јоханес Брамс, Франц Лист, Артур Рубинтштајн, Антоњин Дворжак, Петар Чајковски, Николај Римски-Корсаков, Франц Шуберт, Ханс Хубер и други.
У италијанском стрипу Дампир се појављује неколико српских ликова и постоје епизоде смјештене у доба рата у Босни и Херцеговини.
Главни лик видео игре GTA IV био је Нико Белић, пореклом Србин из Босне.
Срби или ликови српског порекла су приказани у низу филмских и телевизијских остварења, у различитим контекстима.